# Indothuidium
Indothuidium là một chi rêu trong họ Thuidiaceae.